# Rhein-Sieg-Kreis
Rhein-Sieg-Kreis is een Kreis in de Duitse deelstaat Noordrijn-Westfalen. Kreisstadt is de stad Siegburg. De Kreis telt 600.375 inwoners (31 december 2020) op een oppervlakte van 1.153,20 km² en omringt de stad Bonn. Op 31 december 2020 had 11,53% van de inwoners een niet-Duits staatsburgerschap (69.195 niet-Duitsers) en hadden 1.170 inwoners het Nederlandse staatsburgerschap.

## Steden en gemeenten
De volgende steden en gemeenten liggen in de Kreis:
| Steden | Gemeenten                                                                                                  |
| --- | --- |
| 1. Bad Honnef 2. Bornheim 3. Hennef 4. Königswinter 5. Lohmar 6. Meckenheim 7. Niederkassel 8. Rheinbach 9. Sankt Augustin 10. Siegburg 11. Troisdorf | 1. Alfter 2. Eitorf 3. Much 4. Neunkirchen-Seelscheid 5. Ruppichteroth 6. Swisttal 7. Wachtberg 8. Windeck |

Zie ook: Lijst van Kreise en kreisfreie steden in Noordrijn-Westfalen
Alfter · Bad Honnef · Bornheim · Eitorf · Hennef · Königswinter · Lohmar · Meckenheim · Much · Neunkirchen-Seelscheid · Niederkassel · Rheinbach · Ruppichteroth · Sankt Augustin · Siegburg · Swisttal · Troisdorf · Wachtberg · Windeck